# Alexandra Snejko-Blotskaïa
Alexandra Snejko-Blotskaïa (en russe : Алекса́ндра Гавриловна Снежко-Блоцкая), née le 21 février 1909 à Vovtchansk et morte le 29 décembre 1980 à Jeleznodorojny, est une cinéaste d'animation soviétique.

## Biographie
Fille d'un ingénieur ferroviaire Gavriil Snejko-Blotski, Alexandra est élevée dans la famille de sa sœur aînée, après le décès du père. La famille déménage à Chatoura alors dans gouvernement de Riazan où Alexandra termine ses études secondaires et commence à travailler comme bibliothécaire dans un club local. A cette période naît sa passion pour le folklore et les contes russes.
Elle étudie à l'atelier de peinture de l'Institut d'architecture et de construction auprès d'Ivan Rerberg (1869-1932) et à l'atelier central de peinture et de graphisme auprès d'Ilia Machkov.
En 1932, elle obtient un emploi au journal Soyuzkinochronika en tant que graphiste et entre deux ans plus tard au studio Mejrabpomfilm dans l'atelier d'animation, participe à des films réalisés par Vladimir Souteev et Dmitri Babitchenko en tant qu'animatrice. À partir de 1936, elle travaille au studio Soyuzmultfilm en tant qu'assistante et deuxième réalisatrice dans les groupes d'Ivan Ivanov-Vano, Mikhaïl Tsekhanovski.
Avec Vladimir Polkovnikov, elle réalise Le Garçon ensorcelé qui s'inspire du conte de Selma Lagerlöf Le Merveilleux Voyage de Nils Holgersson à travers la Suède. Depuis 1956, elle travaille de manière indépendante.
Snejko-Blotskaïa se fait connaitre pour ses adaptations de contes de fées et de mythes populaires, en particulier un cycle de cinq dessins animés basés sur la mythologie grecque antique, ainsi que des adaptations des œuvres de Pouchkine, Kipling, Arkadi Gaïdar.
Décédée le 29 décembre 1980 à l'âge de 71 ans dans la ville de Jeleznodorojny, elle est inhumée au cimetière Feninsky.

## Filmographie partielle
Réalisatrice
- 1955 : Le Garçon enchanté coréalisé avec Vladimir Polkovnikov
- 1974 : Rikki-Tikki-Tavi (Рикки-Тикки-Тави)
- 1967 : Le Conte du Coq d'or (Сказка о золотом петушке)
- 1968 : Le chat qui s'en va tout seul (Kot, kotoryy gulyal sam po sebe)
- 1971 : Argonautes (ru)'
- 1971 : Le Labyrinthe. Les Travaux de Thésée (ru)

coréalisatrice
- 1947 : Le Petit Cheval bossu (Конёк-Горбуно́к) d'Ivan Ivanov-Vano
- 1952 : La Fille des neiges (Снегурочка)